# جمعية كنيسة القدس والشرق الأوسط
تأسست جمعية كنيسة القدس والشرق الأوسط (JMECA)، المعروفة سابقًا باسم بعثة القدس والشرق (JEM)، في عام 1888 على يد الأسقف جورج بلايث، الأسقف الرابع لأبرشية القدس.

## تاريخ
في عام 1888 أنشأ بليث صندوقًا للحفاظ على الممتلكات والوزارات الأبرشية وتطويرها. أطلق على الصندوق اسم صندوق بعثة أسقفية القدس، ثم أعيدت تسميته لاحقًا ببعثة القدس والشرق (JEM)، والتي تُعرف اليوم باسم جمعية كنيسة القدس والشرق الأوسط (JMECA). في عام 1939 أصبحت البعثة الآشورية لرئيس أساقفة كانتربري تحت سيطرة جمعية كنيسة القدس والشرق الأوسط بالكامل.
وفي عام 1965 اعتمد دستور جديد. وقد عدل لاحقًا في عامي 1977 و1985. في 1 يوليو 2015، أصبحت جمعية كنيسة القدس والشرق الأوسط شركة خيرية محدودة ذات دستور منقح ورقم جمعية خيرية جديد (11584760) ورقم شركة (09067852). توجد الوثائق التاريخية لجمعية كنيسة القدس والشرق الأوسط في كلية سانت أنتوني، جامعة أكسفورد.

## مؤسسة بعثة القدس والشرق
يعد رئيس أساقفة كانتربري هو راعي جمعية كنيسة القدس والشرق الأوسط، التي يحكمها مجلس يتمتع بخبرة واسعة في الشرق الأوسط. إن الصندوق ليس مؤسسة خيرية في حد ذاته. بل هي منظمة غير ربحية تدير أصول جمعية كنيسة القدس والشرق الأوسط وعدد من الجمعيات الخيرية الأخرى التي تقدم الدعم لإقليم القدس والشرق الأوسط. يتم إدارة الصندوق من قبل لجنة دائمة تضم مديري مؤسسة القدس والشرق التبشيرية المحدودة، والتي تأسست في عام 1929.

## المهمة الحالية
تدعم جمعية كنيسة القدس والشرق الأوسط الكنيسة الأسقفية في القدس والشرق الأوسط، وهي مقاطعة تابعة لشركة الأنجليكان العالمية. تتكون المقاطعة من أربع أبرشيات مقرها في القدس والقاهرة وقبرص وإيران.